# Erich Schatzki

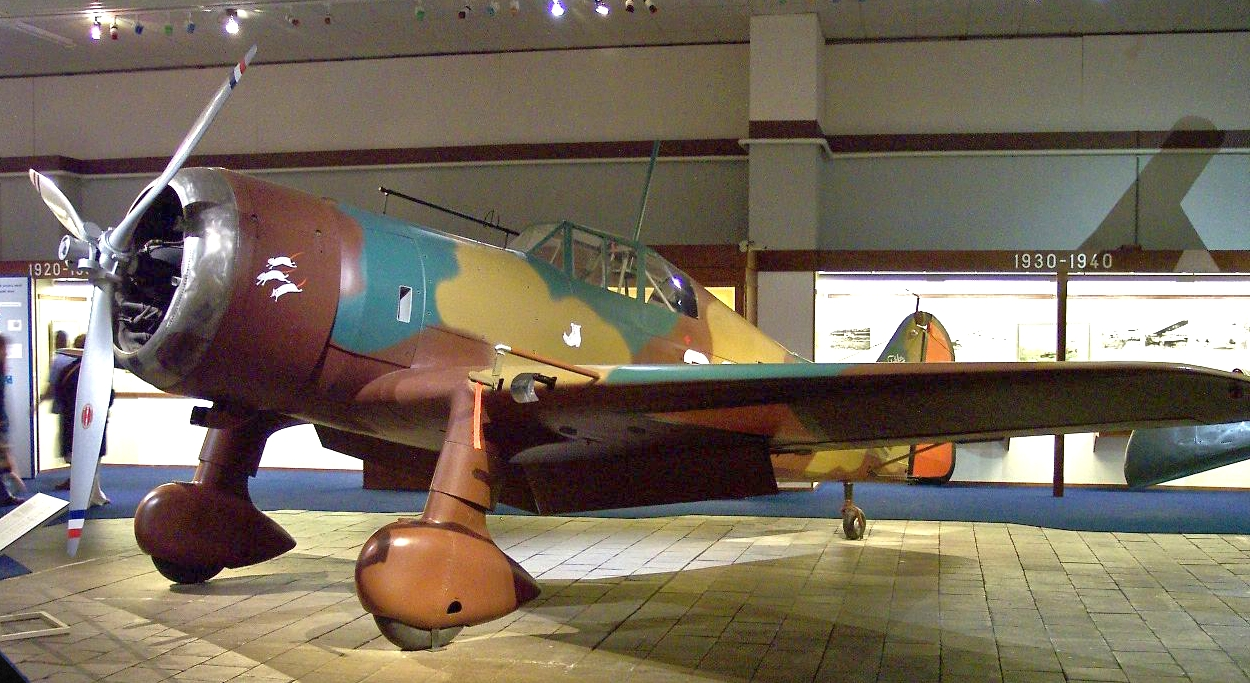
Fokker D.XXI in Museum Soesterberg

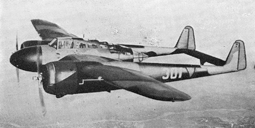
Fokker G.I

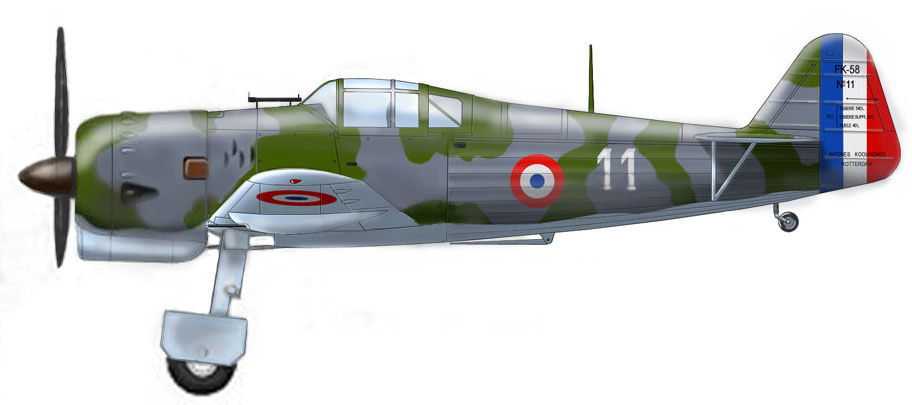
Koolhoven F.K. 58

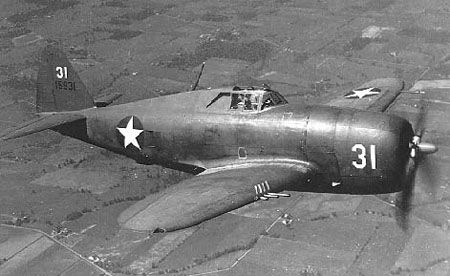
P-47B van de USAAF

Dr. ir. Erich Schatzki (Klafeld bij Siegen, 23 januari 1898 – Palo Alto, 28 augustus 1991) was een Duits ingenieur en vliegtuigontwerper, onder andere werkzaam bij Junkers, Lufthansa en Fokker.
Vanaf 1924 werkte Schatzki bij Junkers. Van 1927 tot 1933 was hij bij Lufthansa in dienst; eerst als testpiloot en piloot, uiteindelijk werd hij daar technisch directeur. Toen in 1933 binnen Lufthansa anti-Joodse sentimenten ontstonden, besloot Erich Schatzki met zijn familie naar Zwitserland te vluchten, waar hij ging werken bij Swissair. Later vertrok Schatzki naar Nederland waar hij voor Fokker werkte. Bij Fokker was hij onder meer verantwoordelijk voor de ontwerpen van de D.XXI en de G.I. Na Fokker vertrok hij naar Koolhoven, waar hij betrokken werd bij de ontwikkeling van de Koolhoven F.K.58. Toen Nederland werd binnengevallen en de Koolhovenfabrieken in vlammen opgingen werkte hij nog enkele tijd voor de tabaksindustrie. Carl August Freiherr von Gablenz, directeur van Lufthansa, waarschuwde Schatzki voor het gevaar dat Joden te wachten stond die in bezet gebied woonden. Schatzki vluchtte daarop nogmaals. Via Frankrijk en Spanje kwam hij aan in de Verenigde Staten. Daar werkte hij voor Republic Aviation Corporation en was medeverantwoordelijk voor de Republic P-47 Thunderbolt. Na de oorlog bekleedde hij verschillende leerstoelen aan Amerikaanse universiteiten.
Schatzki was getrouwd met kunstenares Hedda Oppenheim, zij hadden samen een zoon en een dochter.